# Deep Creek Township (Iowa)
Pour les articles homonymes, voir Deep Creek.
Deep Creek Township est un township, du comté de Clinton en Iowa, aux États-Unis,.

## Source de la traduction
- (en) Cet article est partiellement ou en totalité issu de l’article de Wikipédia en anglais intitulé « Deep Creek Township, Clinton County, Iowa » (voir la liste des auteurs).